# N1 (Mauretanien)

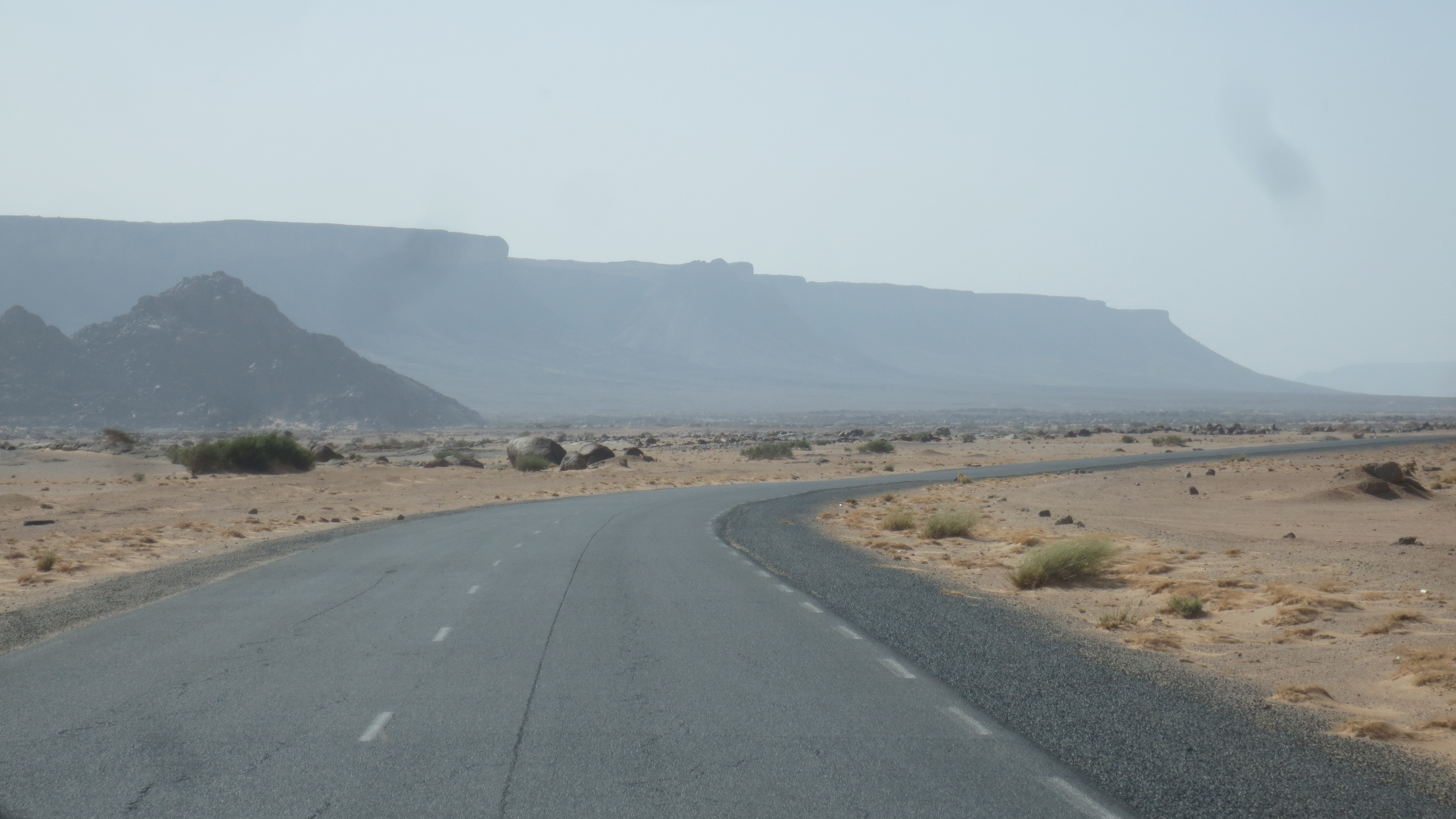
Die N1 südlich von Choum mit Blick auf das Adrar-Plateau

Die N1 ist eine Nationalstraße im Westen und Norden Mauretaniens.
Von Süd nach Nord führt sie von der Metropolregion Nouakchott durch die Verwaltungsregionen Trarza, Inchiri, Adrar und Tiris Zemmour. Sie ist 1101 Kilometer lang.
Die N1 verbindet die Hauptstadt auf dem Weg durch die Sahara mit dem weiten Norden Mauretaniens und den dort gelegenen Oasenstädten und dem wichtigen Bergbauzentrum Zouérat.

## Verlauf und Ausbau
Die N1 beginnt im Stadtzentrum von Nouakchott, wo sie mit den Nationalstraßen N2 und N3 verknüpft ist. Von dort sucht sie in nordöstlicher Richtung ihren Weg zwischen den ausgedehnten Salzsümpfen (Sabcha) der Sebkha de Ndrhamcha zur Linken und den vom stetigen Wind parallelgekämmten Dünenketten der Sahara zur Rechten den Weg ins Landesinnere. Nennenswerte Etappenorte im Streckenverlauf sind zunächst Akjoujt bei Kilometer 253, Atar bei Kilometer 431, Choum bei Kilometer 542 an der Südostecke der Grenze von Westsahara, die zur Umgehung der dortigen schroff emporragenden Bergkette auf fünf Kilometer durchschnitten wird und F’dérik bei Kilometer 708 mit Abzweig nach Zouérat. Von F’dérik bis Bir Moghrein bei Kilometer 1101 hat die N1 nur noch die Qualität einer Sand-, Staub- und Schotterpiste, während sie bis dahin asphaltiert ist.